# Kungariket Hawaii
Kungariket Hawaii var den konstitutionella monarki som styrde Hawaii mellan 1810 och 1893. Monarkin etablerades mellan år 1795 och 1810 då flera mindre hövdingadömen enades. Den störtades av lokala finansmän med europeiskt och amerikanskt ursprung år 1893 för att förhindra att monarken skulle få utökad makt.
Kungadömet hade Lahaina som huvudstad fram till 1845, då den flyttades till Honolulu, som också är nuvarande amerikanska delstaten Hawaiis huvudstad.

## Regering
Regeringen i kungariket Hawaii transformerades i faser, och varje fas definierades av de olika konstitutionerna, som skrevs 1840, 1852, 1864 och 1887. En tendens för varje konstitution var att monarkens makt minskade till förmån för en folkvald regering. Monarken var statschef och regeringschef, och översåg ministären som tog hand om administrationen. Ministären bestod av ministrar som ledde olika departement, och systemet liknade mycket det brittiska systemet, på vilket det var baserat. Ministrarna agerade också som monarkens primära rådgivare.
1840 års konstitution skapade ett tvåkammarparlament som tog hand om lagstiftningen. Lagstiftningen bestod av de en grupp folkvalda och en grupp adel, adeln valdes av monarken. Samma konstitution skapade en domarkår, som hade till uppgift att se över domstolarna och tolka lagarna. Högsta domstolen leddes av en huvuddomare, som utsågs av monarken.
Hawaiiöarna delades in i mindre administrativa regioner: Kauai, Oahu, Maui och Hawaii. Regionen Kauai inkluderade Niihau, medan Mauiregionen inkluderade Kahoolawe, Lanai och Molokai. Varje administrativ region leddes av en guvernör som utsågs av monarken.
Svensken Abraham Fornander svor trohetsed till Kamehameha III och tjänstgjorde i dennes regering.  
Sverige upprätthöll ett honorärkonsulat i Honolulu sedan 1850-talet, medan Konungariket Hawaii hade ett honorärt generalkonsulat i Göteborg sedan 1879 (konsulat 1878), vid vilket både en generalkonsul och en vicekonsul tjänstgjorde, samt honorära vicekonsulat i Lysekil sedan 1879 och i Stockholm sedan 1880.

## Regentlängd

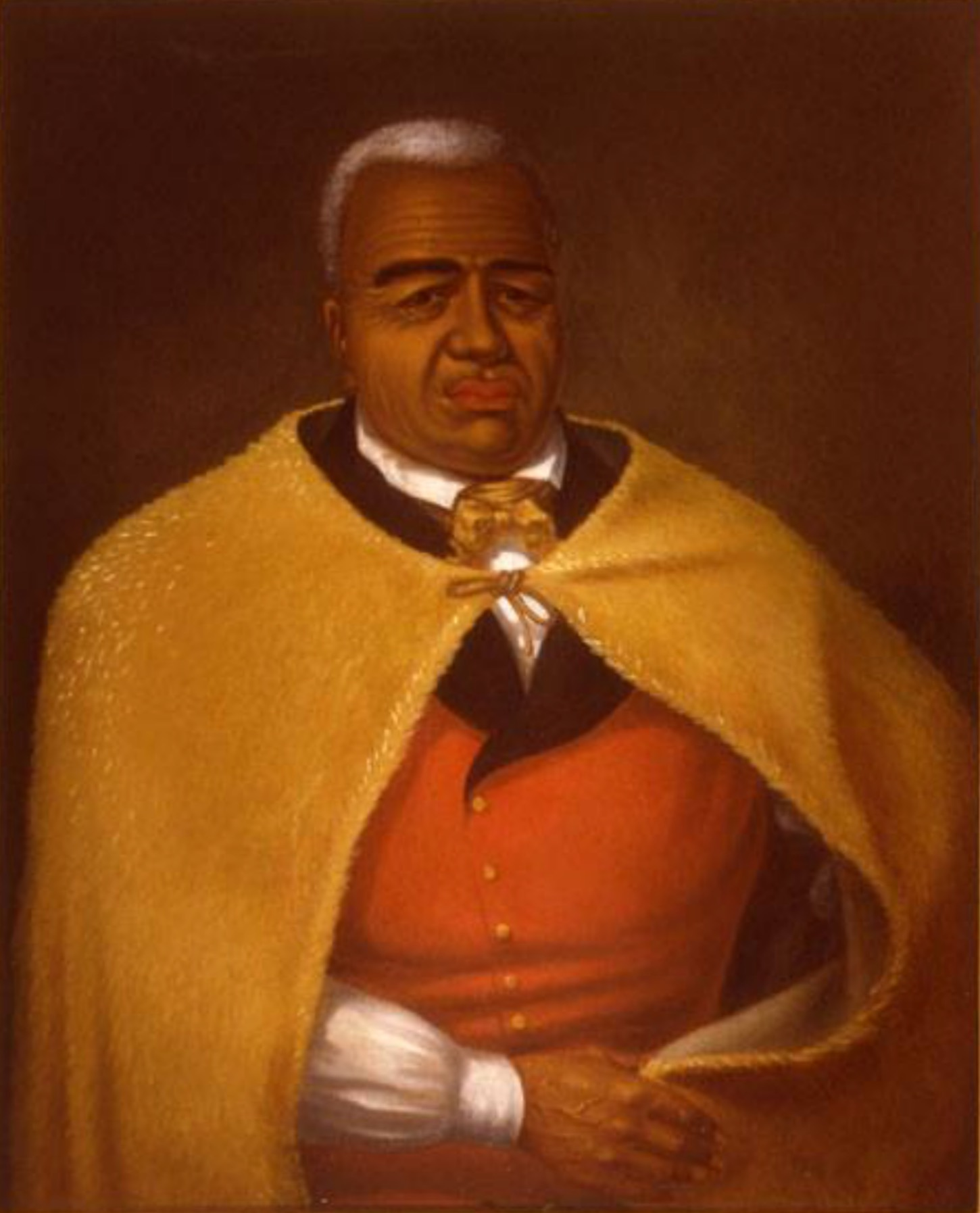
Kamehameha I, (1795-1819)
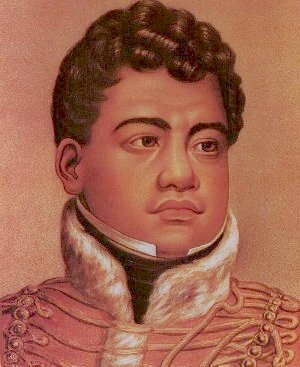
Kamehameha II, Liholiho, (1819-1824)
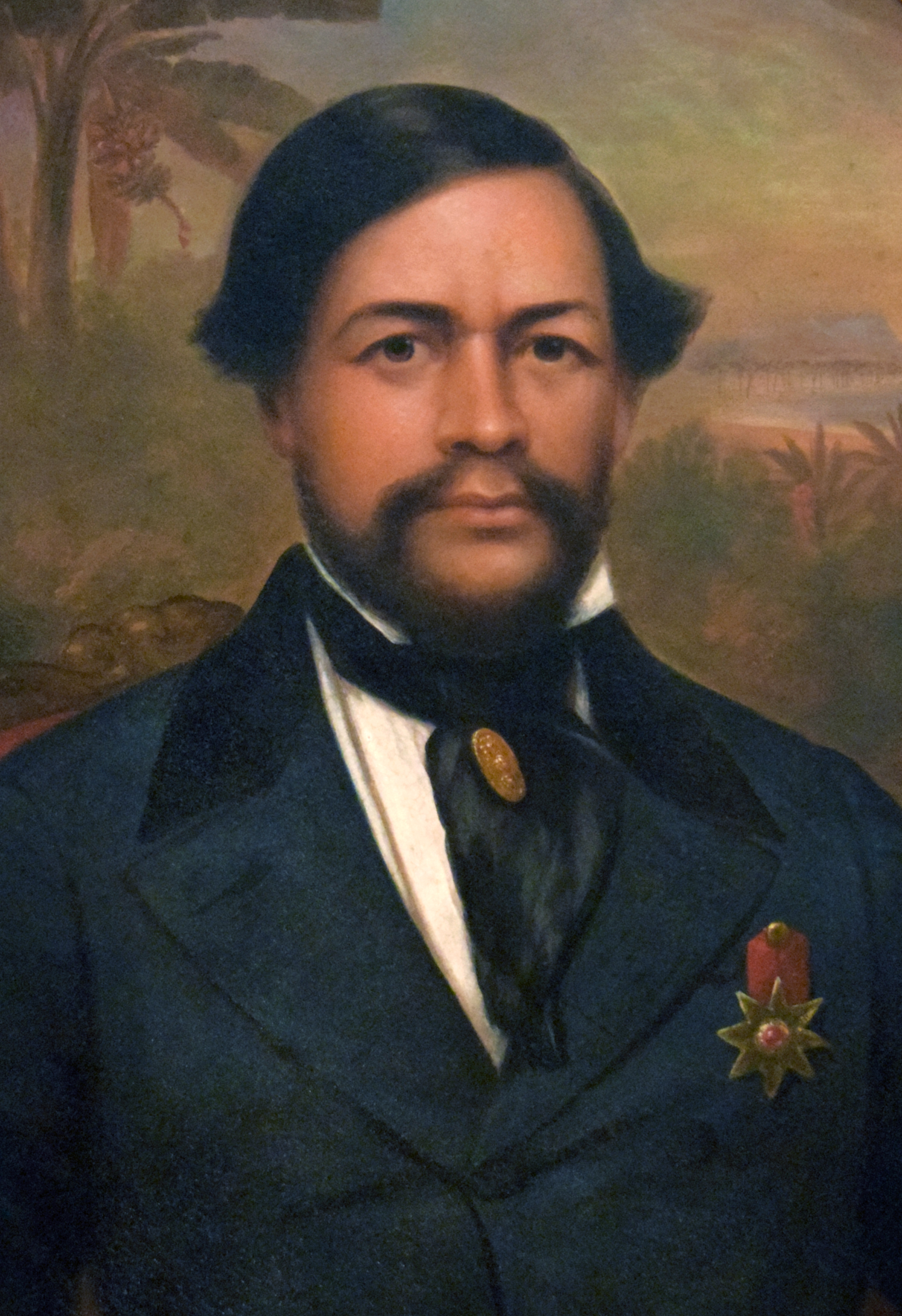
Kamehameha III, Kauikeaouli, (1825-1854)
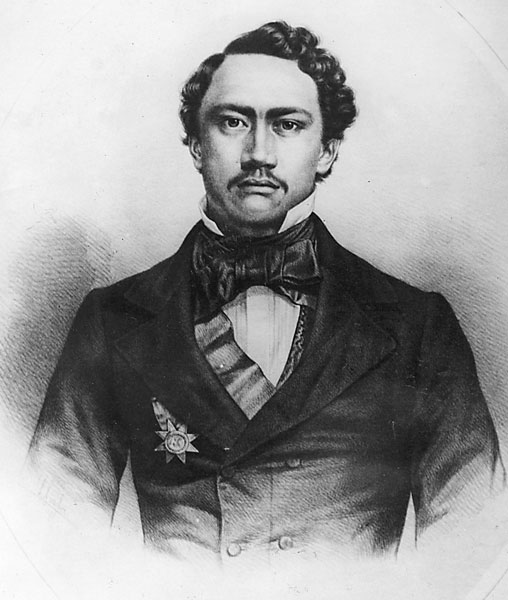
Kamehameha IV, Alexander Liholiho, (1854-1863)
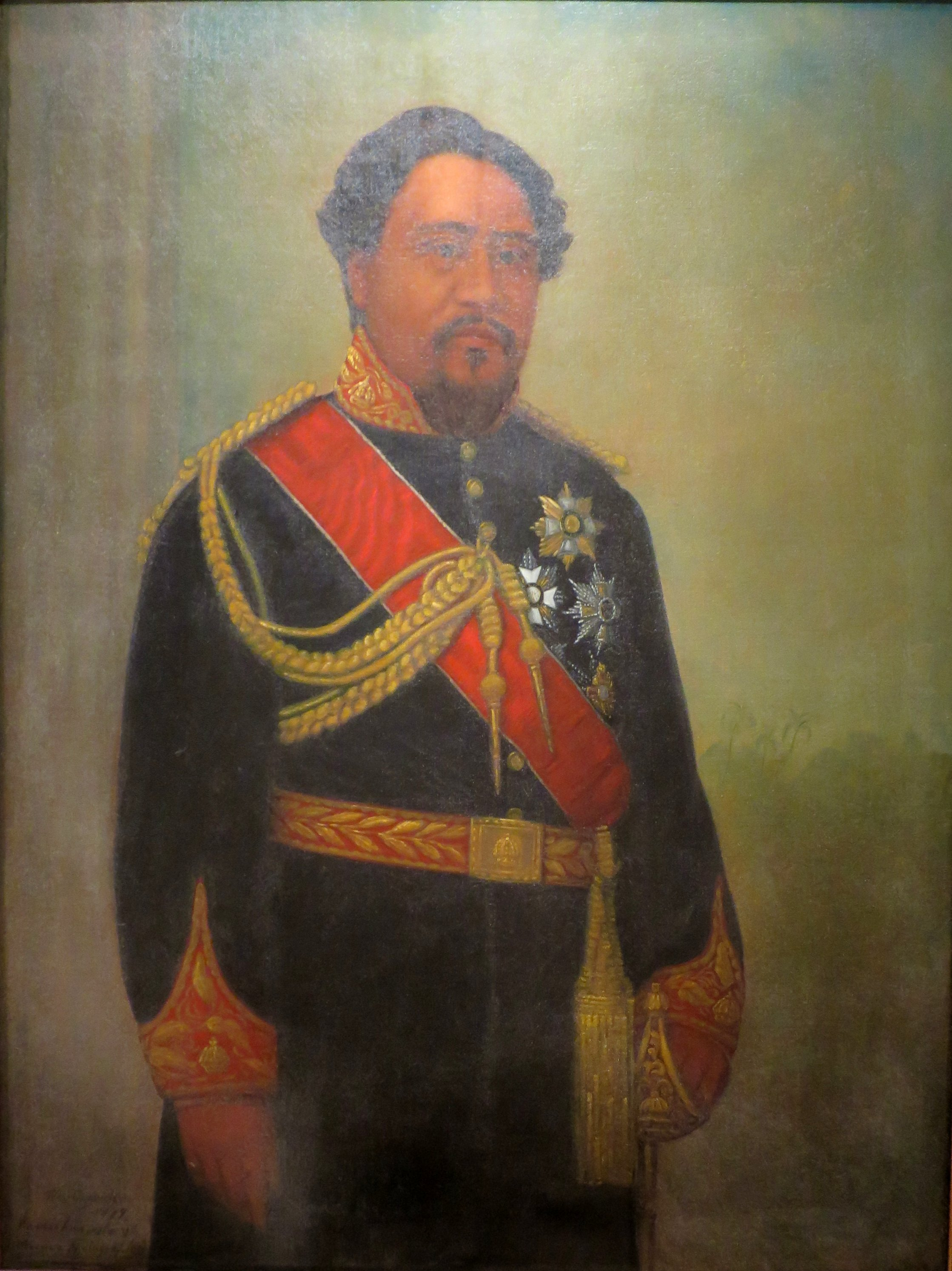
Kamehameha V, Lot Kapuāiwa, (1863-1872)
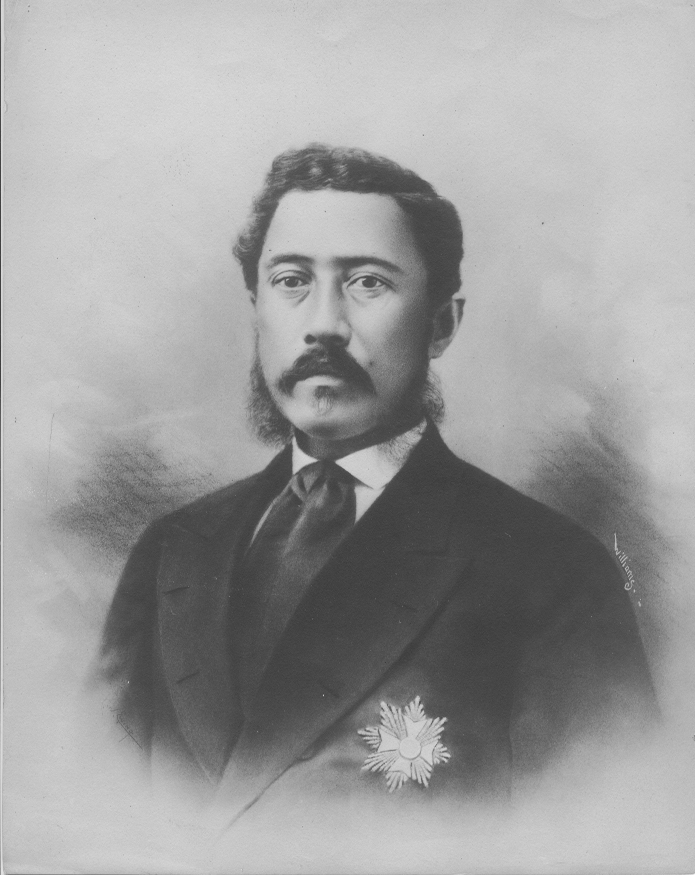
William C. Lunalilo (1873-1874)
David Kalākaua, (1874-1891)
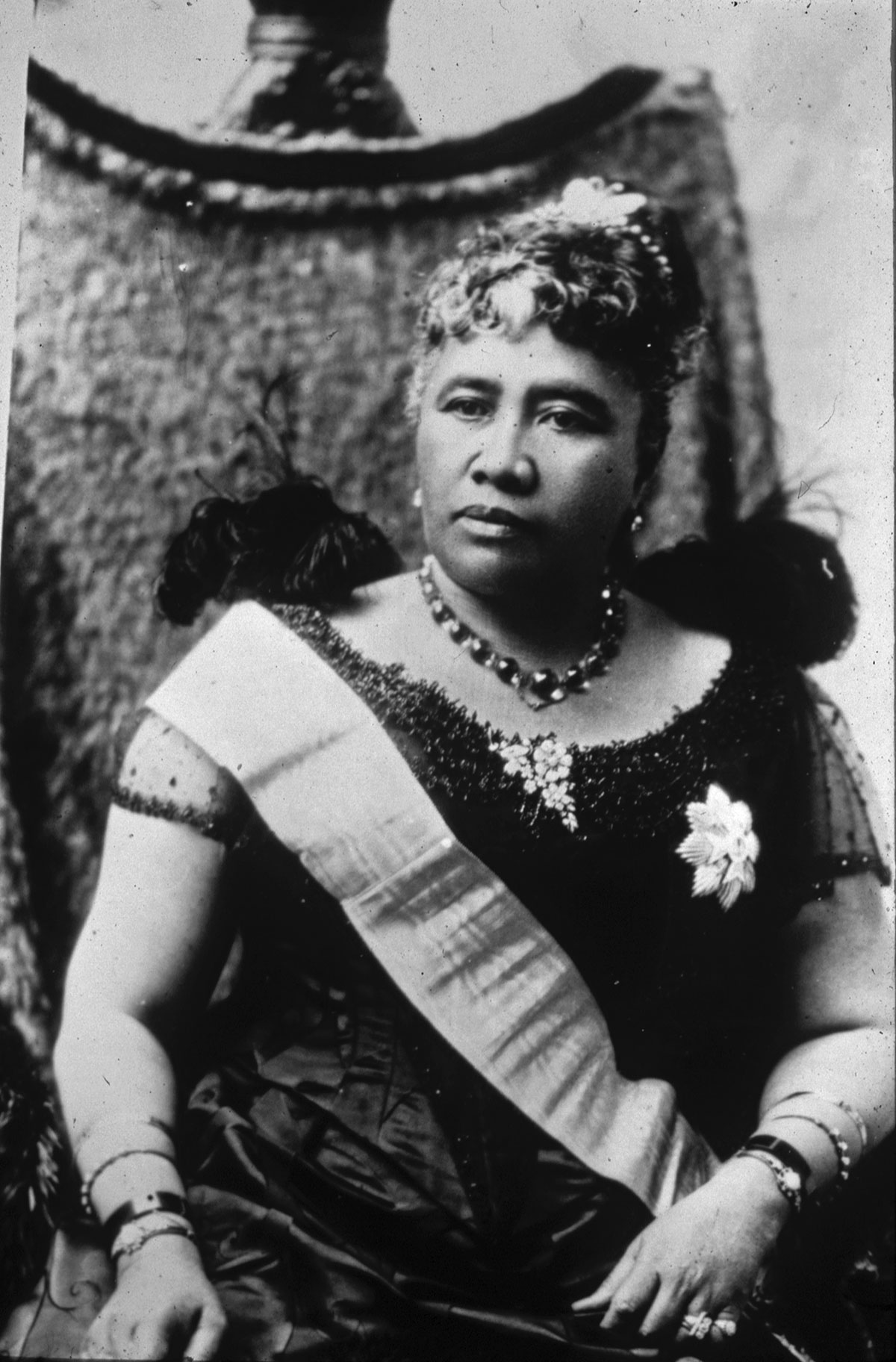
Lili'uokalani, (1891-1893)

## Historik

### Kamehamehadynastin

Hawaiis monarkis statsvapen

Mellan 1810 och 1893 styrdes kungariket Hawaii av två större dynastier, huset Kamehameha och huset Kalakaua. Fem medlemmar av Kamehamehafamiljen skulle komma att leda Hawaii som dess konung, varav två, Kamehameha II och Kamehameha III, var söner till kungarikets grundare Kamehameha I. Under en period mellan Kamehameha II och Kamehameha III:s styren, var drottning Kaahumanu regerande drottning och Kuhina Nui, motsvarande premiärminister. En tid efter Kamehameha IV:s död styrde hans syster Victoria Kamamalu.
Kamehamehadynastin avslutades 1872 då Lot (Kamehameha V) dog. Vid sin dödsbädd kallade han in sin dotter Bernice Pauahi Bishop för att göra henne till drottning, då hon var den sista levande medlemmen av Kamehamehafamiljen. Hon vägrade ta emot kronan eftersom hon önskade ett privatliv med sin make Charles Reed Bishop. Lot dog innan han hann namnge en alternativ tronföljare.

### Valmonarki
Efter att prinsessan Bernice Pauahi Bishop vägrat ta över tronen som drottning av Hawaii tvingades Hawaiis lagstiftande församling att utlysa val för att utse en ny regent. Mellan 1872 och 1873 nominerades flera avlägna släktingar till Kamehamehasläkten, och 1873 röstades William C. Lunalilo fram till Hawaiis första av två valda monarker.

### Kalakauadynastin
Som sin företrädare misslyckades Lunalilo att nämna en efterträdare till tronen. Han dog oväntat mindre än ett år efter att han blivit kung, och än en gång tvingades Hawaiis lagstiftande församling att utlysa val. Drottning Emma, änka efter Kamehameha IV, nominerades tillsammans med David Kalakaua. David Kalakaua vann valet och blev Hawaiis andra valda kung. Resultatet var så kontroversiellt att amerikanska trupper kallades in för att hålla tillbaka upplopp som brutit ut i protester över hans seger över Emma.
I en förhoppning att undvika osäkerhet i monarkins framtid utnämnde Kalakaua flera tronföljare och definierade en successionsföljd. Hans syster Lili'uokalani skulle ta över tronen vid Kalakauas död.

### Störtande av monarkin
Två år efter att Lili'uokalani tagit över Hawaiis tron störtades monarkin av ett lokala finansmän med europeiskt och amerikanskt ursprung, som svar på att Hawaiis drottning försökt skriva om 1887 års konstitution som gjort Hawaii till en konstitutionell monarki där monarken hade liten eller ingen makt, till att återigen ge mer makt åt monarken.

## Kungliga egendomar
Under kungadömets tidiga år leddes det från flera olika hamnstäder på öarna Hawaii och Maui, framförallt från Lahaina, men det var inte förrän Kamehameha III:s tid som Honolulu etablerades som officiell huvudstad.
Kamehameha V kände under sin regeringstid ett behov att bygga ett kungligt palats, för att kunna jämföra Hawaiis kungahus nyfunna rikedom jämfört med andra nationers kungahus. Han lät därför bygga palatset Aliiolani Hale, men han dog innan byggnaden färdigställdes. Idag hyser palatset delstaten Hawaiis högsta domstol.
David Kalākaua delade Kamehameha V:s dröm, och lät bygga ‘Iolani-palatset, från vilket han och hans efterträdare skulle komma att regera. Under senare år skulle palatset komma att bli hans systers fängelse, och vaktades av amerikanska trupper. Det skulle också bli platsen där USA officiellt reste sin flagga under annekteringen, och där den territoriella regeringen skulle ha sitt kontor.